# Natal'ja Martynova
Natal'ja Martynova (in russo Наталья Мартынова?; Irkutsk, 19 novembre 1970) è un'ex fondista russa.
Ai XVI Giochi olimpici invernali di Albertville 1992 ha fatto parte della squadra unificata.

## Biografia
In Coppa del Mondo ottenne il primo risultato di rilievo l'11 dicembre 1993 a Santa Caterina Valfurva (18ª), il primo podio il 15 gennaio 1994 a Oslo (3ª) e l'unica vittoria il 26 marzo 1995 a Sapporo.
In carriera prese parte a due edizioni dei Giochi olimpici invernali, Albertville 1992 (12ª nella 15 km) e Lillehammer 1994 (23ª nella 30 km), e a una dei Campionati mondiali, Thunder Bay 1995 (28ª nella 15 km il miglior risultato).

## Palmarès

### Coppa del Mondo
- Miglior piazzamento in classifica generale: 16ª nel 1995
- 3 podi (1 individuale, 2 a squadre[1]):
  - 1 vittoria (a squadre)
  - 2 terzi posti (1 individuale, 1 a squadre)

#### Coppa del Mondo - vittorie
| Data          | Località | Nazione  | Spec.                                                       |
| ------------- | -------- | -------- | ----------------------------------------------------------- |
| 26 marzo 1995 | Sapporo  | Giappone | 4x5 km (con Nina Gavryljuk, Larisa Lazutina ed Elena Välbe) |